# Juegos Olímpicos de Los Ángeles 1932
Los Juegos Olímpicos de Los Ángeles 1932, oficialmente conocidos como los Juegos de la X Olimpiada. Los Juegos Olímpicos volvieron a los Estados Unidos tras permanecer en Europa durante 28 años, pero, el viaje hasta la lejana costa oeste y el hecho de que la «Gran Depresión Económica» seguía azotando al país anfitrión y al mundo, provocó que se redujera el número de países y deportistas participantes, especialmente del Viejo Continente. Así de 46 naciones concurrentes en la olimpiada anterior se descendió a 37 y de atletas de 3014 a 1328, 1206 hombres y 126 mujeres.
El torneo de fútbol tuvo que cancelarse por la falta de equipos. El COI tuvo que brindar ayuda económica para los deportistas al proveerlos de alimento y transporte. Esta situación, provocó una controversia porque al atleta finés Paavo Nurmi, nueve veces medallista de oro, se le prohibió participar en sus cuartos Juegos Olímpicos debido a que al recibir ayuda en efectivo para su viaje, hubiese dejado de tener el estatus de deportista amateur, lo cual era totalmente vetado por el COI. Nurmi reclamó que había realizado muchos gastos para viajar a una competencia a Alemania, pero el organismo de todos modos le impidió participar.

## Innovaciones
El aporte de los juegos en California fue la edificación de la primera villa olímpica para albergar a los atletas, en la que fueron hospedados los varones mientras que las damas fueron alojadas en un hotel de lujo. Además se utilizó por primera vez el photo finish y el cronometraje automático en los eventos de pista del atletismo. Igualmente, se implementó el podio de tres niveles para las ceremonias de premiación y el izado de la bandera nacional del ganador de cada prueba (el barón de Coubertin creó los juegos como una participación de atletas a título personal y no nacional).
A su vez, por primera vez en el siglo XX, las competencias se realizaron en menos de 79 días al concentrarse en un calendario de 16 días, del 30 de julio al 14 de agosto. Desde entonces, los Juegos Olímpicos se han desarrollado en periodos entre 15 y 18 jornadas. 
Al margen del gran ausentismo, el nivel competitivo se elevó al superarse o empatarse 18 récords mundiales, además de que la asistencia a los eventos deportivos también resultó un acontecimiento, llegando a reunirse hasta 100 mil personas para la ceremonia de inauguración. 

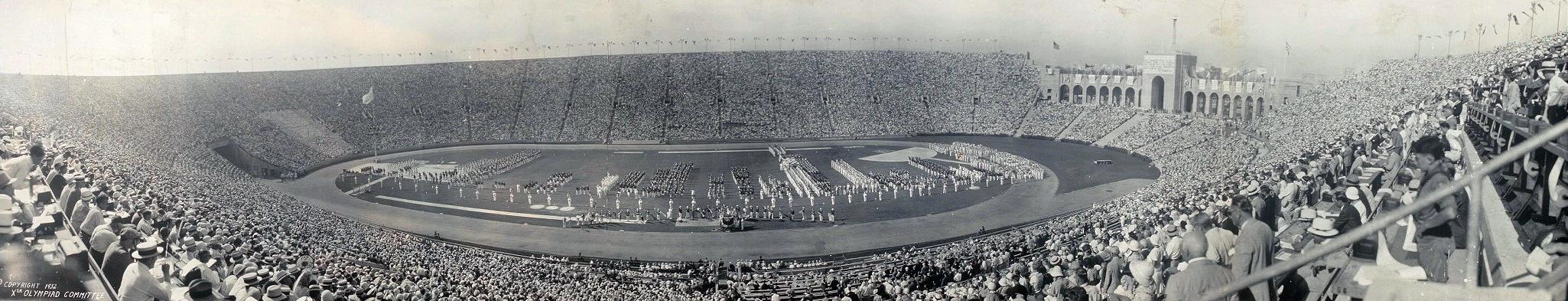
Vista en general del estadio Los Angeles Memorial Coliseum durante el día de apertura de los juegos.

## Momentos importantes
- El atleta japonés Kusuo Kitamura, de 14 años de edad, ganó en los 1500 m de natación libre y se convirtió en el atleta más joven en ganar una medalla de oro.
- La estadounidense Babe Didrikson de 18 años, calificó para las cinco pruebas femeninas de atletismo, pero solo fue autorizada a participar en tres de ellas. De éstas, ganó en jabalina la medalla de oro y estableció récord mundial en salto de altura y en 80 metros.
- El policía sueco Ivar Johansson ganó tres medallas en lucha libre y lucha grecorromana.
- Carl Westergren, otro luchador sueco, ganó su tercer título en grecorromana, cada vez en una categoría diferente.
- En un gesto notable de juego limpio, la esgrimista británica Judy Guinness abandonó sus esperanzas de una medalla de oro después de hacerles ver a los jueces que había comprobado que su adversaria austríaca Ellen Preis la había tocado dos veces.
- El argentino Juan Carlos Zabala, apodado "El Ñandú criollo", fue campeón olímpico de maratón en los Juegos Olímpicos de Los Ángeles 1932.

## Deportes

### Deportes oficiales
- Atletismo (29)
- Boxeo (8)
- Ciclismo
  -  Ciclismo en pista (4)
  -  Ciclismo en ruta (2)
- Ecuestre
  -  Concurso completo (2)
  -  Doma clásica (2)
  -  Salto ecuestre (2)
- Esgrima (7)
- Gimnasia artística (11)
- Halterofilia (5)
- Hockey sobre césped (1)
- Lucha
  -  Lucha grecorromana (7)
  -  Lucha libre (7)
- Natación (11)
- Pentatlón moderno (1)
- Remo (7)
- Saltos (4)
- Tiro (2)
- Vela (4)
- Waterpolo (1)

### Deportes de exhibición
- Fútbol americano (1)
- Lacrosse (1)

### Otras competiciones
- Arte (9)

## Países participantes

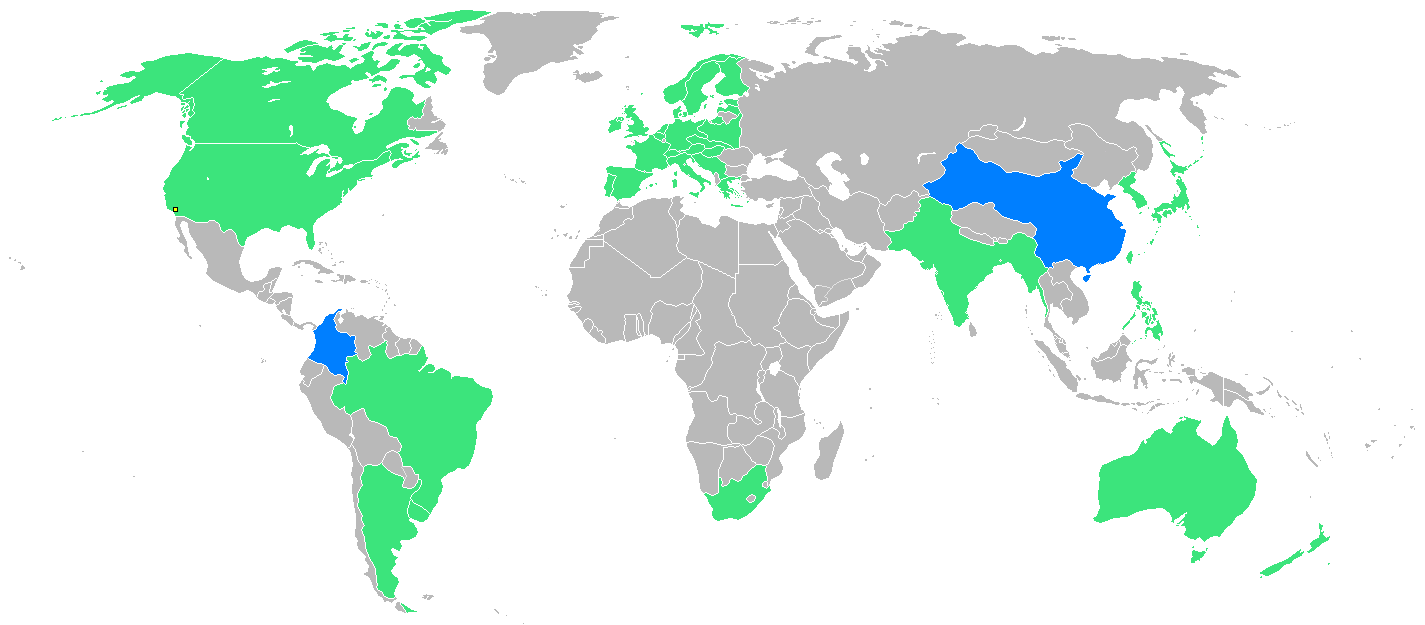
Países participantes (en azul, los debutantes).

Estos fueron los países participantes en estas olimpiadas:
Alemania, Argentina, Australia, Austria, Bélgica, Brasil, Canadá, Checoslovaquia, China, Colombia, Dinamarca, España, Estados Unidos, Estonia, Filipinas, Finlandia, Francia, Grecia, Haití, Hungría, India, Irlanda, Italia, Japón, Letonia, México, Noruega, Nueva Zelanda, Países Bajos, Polonia, Portugal, Reino Unido, Sudáfrica, Suecia, Suiza, Uruguay y Yugoslavia.

## Medallero
| Núm. | País                 | Oro | Plata | Bronce | Total |
| ---- | -------------------- | --- | ----- | ------ | ----- |
| 1    | Estados Unidos (USA) | 41  | 32    | 30     | 103   |
| 2    | Italia (ITA)         | 12  | 12    | 12     | 36    |
| 3    | Francia (FRA)        | 10  | 5     | 4      | 19    |
| 4    | Suecia (SWE)         | 9   | 5     | 9      | 23    |
| 5    | Japón (JPN)          | 7   | 7     | 4      | 18    |
| 6    | Hungría (HUN)        | 6   | 4     | 5      | 15    |
| 7    | Finlandia (FIN)      | 5   | 8     | 12     | 25    |
| 8    | Reino Unido (GBR)    | 4   | 7     | 5      | 16    |
| 9    | Alemania (GER)       | 3   | 12    | 5      | 20    |
| 10   | Australia (AUS)      | 3   | 1     | 1      | 5     |